# Терсера Дивізіон
Терсера (ісп. Tercera División) — колишній четвертий за значенням футбольний дивізіон Іспанії. Вище Терсери знаходились Прімера, Сегунда і Сегунда Б. Ділився на 18 груп по 20, 21 і 22 команд, через що кількість учасників варіювалася з року в рік і в останньому склала 397 команд.

## Історія
Під час проведення першого сезону Ла Ліги (1928/29 роки) для позначення третього рівня команд після Прімери та Сегунди був Сегунда Дивізіон Б, але після першого сезону, 1929 року Сегунду Б замінив Терсера Дивізіон, який тривалий час був третім за рівнем дивізіоном країни. 1977 року Сегунда Б була відроджена, через що Терсера стала четвертим за силою дивізіоном в Іспанії.
Починаючи з 1980-х років групи практично відповідали автономним спільнотам Іспанії за винятком Андалусії, яка через великий розмір регіону і чималої кількості команд поділена на дві групи.
У 2020 році Королівська федерація футболу Іспанії оголосила про створення трьох нових дивізіонів, двох напівпрофесіональних та одного аматорського: Прімера Дивізіон КІФФ як новий третій рівень іспанської футбольної системи; Сегунда Дивізіон КІФФ як новий четвертий рівень (при проведенні змагання використовується той самий принцип, що використовувався у Сегунді Б); і Терсера Дивізіон КІФФ як новий п'ятий рівень (так само, як і в Терсері, відповідно до правил проведення якого утворюються групи, які обмежені будь-якою автономною спільнотою та керуються місцевими органами управління). В результаті цього сезон 2020/21 став останнім для Терсери.
| Рівень\Роки | 1928–50          | 1950–55          | 1955–68          | 1968–70          | 1970–77          | 1977–79            | 1979–80            | 1980–83            | 1983–86            | 1986–87            | 1987–89            | 1989–92             | 1992–04            | 2004–06             | 2006–21            |
| ----------- | ---------------- | ---------------- | ---------------- | ---------------- | ---------------- | ------------------ | ------------------ | ------------------ | ------------------ | ------------------ | ------------------ | ------------------- | ------------------ | ------------------- | ------------------ |
| 3           | 4-10 груп        | 6 груп           | 14 груп          | 8 груп           | 4 групи          | Сегунда Дивізіон Б | Сегунда Дивізіон Б | Сегунда Дивізіон Б | Сегунда Дивізіон Б | Сегунда Дивізіон Б | Сегунда Дивізіон Б | Сегунда Дивізіон Б  | Сегунда Дивізіон Б | Сегунда Дивізіон Б  | Сегунда Дивізіон Б |
| 4           | Регіональні ліги | Регіональні ліги | Регіональні ліги | Регіональні ліги | Регіональні ліги | 6 груп             | 8 груп             | 13 груп            | 14 груп            | 16 груп            | 17 груп            | 17 груп +2 підгрупи | 17 груп            | 17 груп +2 підгрупи | 18 груп            |

## Список груп

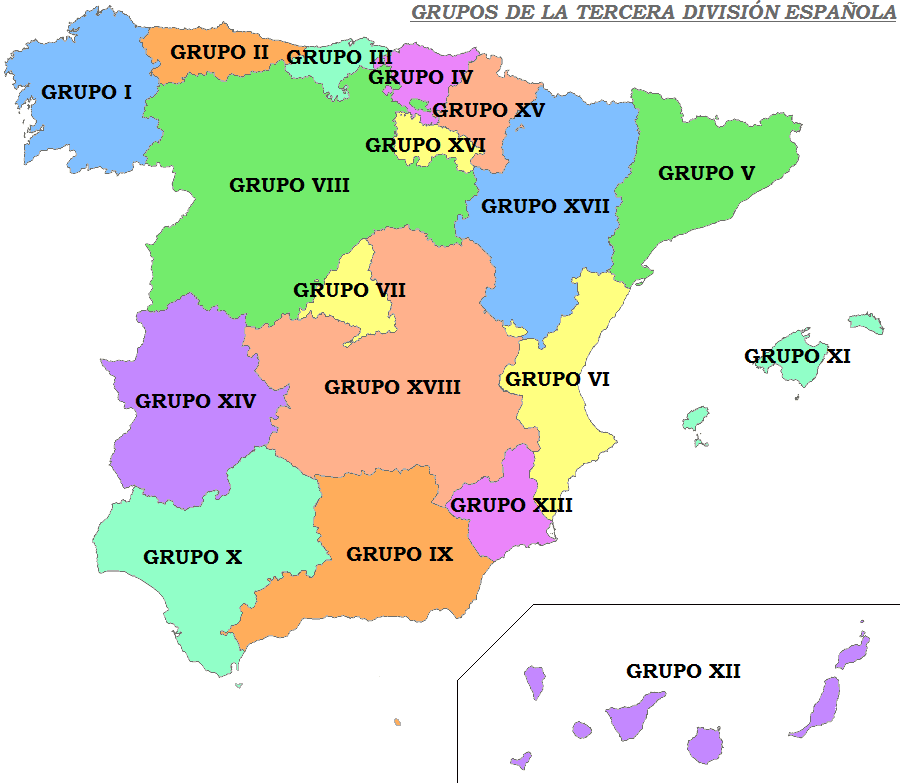
18 регіональних груп на карті Іспанії

- Група 1 — Галісія
- Група 2 — Астурія
- Група 3 — Кантабрія
- Група 4 — Країна Басків
- Група 5 — Каталонія
- Група 6 — Валенсія
- Група 7 — Мадрид
- Група 8 — Кастилія і Леон
- Група 9 — Східна Андалусія і Мелілья
- Група 10 — Західна Андалусія і Сеута
- Група 11 — Балеарські острови
- Група 12 — Канарські острови
- Група 13 — Мурсія
- Група 14 — Естремадура
- Група 15 — Наварра
- Група 16 — Ріоха
- Група 17 — Арагон
- Група 18 — Кастилія-Ла-Манча